# Iglesia de Nuestra Señora Madre de la Iglesia (Florencia)
La Iglesia de Nuestra Señora Madre de la Iglesia es una iglesia parroquial colombiana de culto católico consagrada bajo la advocación a la Virgen María como Madre de la Iglesia. Se localiza en el barrio Juan XXII, en el centro-sur del municipio colombiano de Florencia, capital del departamento de Caquetá. Pertenece a la Vicaría de Nuestra Señora de Lourdes en la Arquidiócesis de Florencia.

## Historia
Como resultado de la inundación en agosto de 1962 por el desbordamiento del río Hacha en la que resultó afectada buena parte del área urbana de Florencia, el Gobierno colombiano y la Iglesia Católica promovieron la construcción del barrio Juan XXIII, lugar destinado a dotar de nuevas viviendas a los damnificados de la catástrofe. Después de la inauguración del barrio en 1965, el entonces obispo del Vicariato Apostólico de Florencia, Monseñor Ángel Cuniberti, decidió crear la parroquia de Nuestra Señora Madre de la Iglesia, por decreto N.º 52 del 10 de febrero de 1966, en territorio desmembrado de la parroquia de Nuestra Señora de Lourdes. En el mismo decreto se nombró a Juan Viessi, del Instituto Misionero de la Consolata, como primer párroco.
En octubre de 2010 se dotó a la parroquia con una escultura de Juan XXIII, bendecida por Monseñor Jorge Alberto Ossa Soto, con el ánimo de establecer la relación directa con el barrio donde esta comunidad parroquial se ubica y de mostrar agradecimiento al llamado «Papa Bueno» por el aporte que hizo para construir las casas de la urbanización que hoy constituye el barrio Juan XXIII.